# Francisco Jara
Francisco Jara (Guadalajara, 3 febbraio 1941 – Guadalajara, 2 febbraio 2024) è stato un calciatore messicano, di ruolo attaccante.

## Carriera
Con la Nazionale messicana prese parte ai campionato del mondo 1966.